# Benedict Cayenne
Benedict „Ben“ Cayenne (* 22. März 1944 in Barrackpore, Penal-Debe, Trinidad; † 1. November 2014) war ein Mittelstreckenläufer aus Trinidad und Tobago, der sich auf die 800-Meter-Distanz spezialisiert hatte. Wegen seiner Sprintstärke wurde er auch in der 4-mal-400-Meter-Staffel eingesetzt.
1966 gewann er Bronze bei den Zentralamerika- und Karibikspielen. Bei den Olympischen Spielen 1968 in Mexiko-Stadt wurde er Achter über 800 m und kam mit der Stafette von Trinidad und Tobago auf den sechsten Platz. 
1970 gewann er bei den British Commonwealth Games in Edinburgh Silber über 800 m und im 4-mal-400-Meter-Staffelbewerb. Bei den Panamerikanischen Spielen 1971 in Cali wurde er über 800 m Siebter und holte mit der Stafette von Trinidad und Tobago Bronze.

## Bestzeiten
- 400 m: 46,3 s, 1967
- 800 m: 1:46,8 min, 14. Oktober 1968, Mexiko-Stadt